# Óleo de pimenta

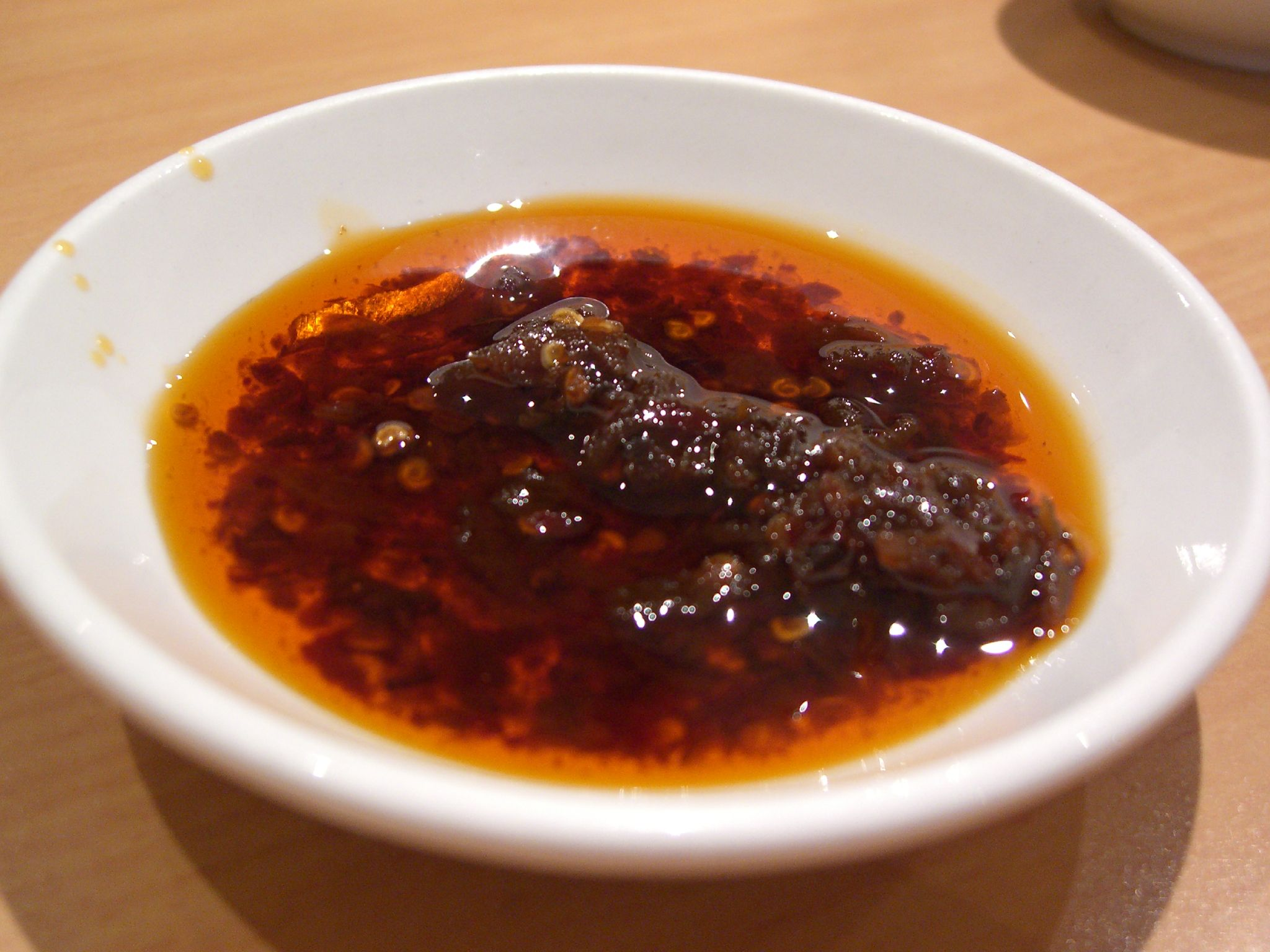
Oléo de pimenta chinesa

Óleo de pimenta ou óleo de chili é um óleo vegetal infundido em pimenta (chili). É muito usado na culinária chinesa, particularmente na culinária de Sichuan.

## Tipos

### Japão
La-Yu (em japonês ラー油, transl. rayū, do chinês 辣油 transl. làyóu) é um óleo vegetal japonês (embora também possa ser encontrado em restaurantes chineses) infundido em chili. É usado como condimento para arroz Gohan, macarrão tipo ramen e gyoza e como reforço para o sabor do Molho Shoyu. É marcado pela cor vermelha e pelo sabor forte do chili infundido.
A origem do La-Yu é desconhecida, mas foi a base para a versão tradicional, que é usada apenas como complemento. A versão atual, que pode ser usada sem necessidade de complemento para textura e sabor, teria se popularizado em 2009, quando surgiu uma versão mais leve no sabor em Okinawa. Essa versão também possuía outros ingredientes misturados e uma consistência mais robusta. A popularização fez com que o molho passasse a ser usado em saladas, cebolas fritas, camarões secos e tofu. Surgiram até mesmo sabores de molho La-Yu para salgadinhos, hamburgueres e biscoitos de arroz.
La-Yu consiste em um óleo vegetal infundido em Chili. Além do próprio óleo vegetal, também pode-se ter óleo de gergelim com cebolas e alho na composição. A pimenta chili pode ser usada em flocos ou fatiada.

### Portugal
Molho de piri-piri é feito por infusão fria de piri-piri (pimenta-malagueta) em azeite numa garrafa bem fechada por um mês.